# Euhadrosauria
Euhadrosauria es un clado inactivo de dinosaurios ornitisquios ornitópodos que se define como todos los hadrosáuridos menos telmatosaurio, bactrosaurio, gilmoreosaurio, tanius, claosaurio y secernosaurio. De todos estos solo telmatosaurio aparece frecuentemente en los análisis cladisticos.